# Lasioglossum channelense
Lasioglossum channelense är en biart som beskrevs av Mcginley 1986. Lasioglossum channelense ingår i släktet smalbin, och familjen vägbin. Inga underarter finns listade i Catalogue of Life.